# Вавиловец
Вави́ловец — посёлок в Сосновском районе Челябинской области. Входит в Кременкульское сельское поселение.

## География
Расположен рядом с посёлком Карпов Пруд, который входит в состав областного центра — города Челябинска. Ближайший населённый пункт — посёлок Северный. Расстояние до районного центра, села Долгодеревенского, 30 км.

## Население
| 2010 |
| ---- |
| 162  |

По данным Всероссийской переписи, в 2010 году численность населения посёлка составляла 162 человека (79 мужчин и 83 женщины).

## Улицы
Уличная сеть посёлка состоит из 32 улиц, 1 проспекта и 1 переулка.